# 砂利船汚職事件
砂利船汚職事件（じゃりせんおしょくじけん）とは1988年に発覚した汚職事件。
1988年1月18日、公明党の田代富士男参議院議員は砂利船の転用に関連する質問で業界に有利な答弁を引き出し、全国砂利石材転用船組合連合会から謝礼としての計7000万円を受け取ったとして大阪地方検察庁特別捜査部（大阪地検特捜部）から取り調べを受ける。田代富士男は所属政党の公明党に離党届けを提出し、議員辞職した。
1月31日、受託収賄罪で起訴。1992年、田代富士男に懲役2年6ヶ月執行猶予3年が確定した。